# Invasione della privacy
Invasione della privacy (An Invasion of Privacy) è un film per la televisione del 1983 diretto da Mel Damski.

## Trama
Kate Bianchi è una divorziata che si trasferisce in una piccola isola al largo della costa del Maine, ma rimane coinvolta con il capo della polizia locale e poi affronta l'ostracismo dai suoi inizialmente simpatici vicini di casa quando accusa di stupro un tuttofare locale.